# Trofeo Ciudad de Lérida
El Trofeo Ciudad de Lérida es un torneo de fútbol amistoso que se juega anualmente en Lérida, España. Es patrocinado por el ayuntamiento de Lérida.

## Palmarés
| Año-Edición | Ganador                | Finalista                   | Marcador   |
| ----------- | ---------------------- | --------------------------- | ---------- |
| 1987 I      | Lleida                 | Universidad Nacional (UNAM) | 2-2 (pen.) |
| 1988-1989   | No se celebró          | -                           | -          |
| 1990 II     | Peñarol                | Lleida                      | 2-1        |
| 1991 III    | Torpedo Moscú          | Lleida                      | 2-1        |
| 1992 IV     | Lleida                 | Atlético Mineiro            | 2-1        |
| 1993        | No se celebró          | -                           | -          |
| 1994 V      | Lleida                 | Real Betis                  | 2-1        |
| 1995 VI     | Lleida                 | Athletic Club               | 3-1        |
| 1997 VII    | Lleida                 | Japón sub-21                | 3-0        |
| 1998 VIII   | Barcelona              | Lleida                      | 2-2 (pen.) |
| 1999 IX     | PAOK Salónica          | Lleida                      | 5-2        |
| 2000 X      | Lleida                 | Fiorentina                  | 2-1        |
| 2001 XI     | Espanyol               | Lleida                      | 2-2 (pen.) |
| 2002 XII    | Espanyol               | Lleida                      | 2-0        |
| 2003 XIII   | Gimnàstic de Tarragona | Lleida                      | 2-1        |
| 2004 XIV    | Lleida                 | FK Obilić                   | 3-1        |
| 2005 XV     | Mallorca               | Lleida                      | 3-0        |
| 2006 XVI    | Lleida                 | Castellón                   | 1-1 (pen.) |
| 2007 XVII   | Lleida                 | Selección de Lérida         | 1-0        |
| 2008 XVIII  | Lleida                 | Selección de Lérida         | 3-1        |
| 2009 XIX    | Selección de Lérida    | Lleida                      | -          |
| 2010 XX     | Huesca                 | Lleida                      | 1-0        |

### Títulos por clubes
| Club                   | Títulos |
| ---------------------- | ------- |
| Lleida                 | 10      |
| Espanyol               | 2       |
| Huesca                 | 1       |
| Peñarol                | 1       |
| Torpedo Moscú          | 1       |
| Barcelona              | 1       |
| PAOK Salónica          | 1       |
| Gimnastic de Tarragona | 1       |
| Mallorca               | 1       |